# Municipalità locale di Swellendam
Swellendam è una municipalità locale (in inglese Swellendam Local Municipality) appartenente alla municipalità distrettuale di Overberg  della  provincia del Capo Occidentale in Sudafrica. 
In base al censimento del 2001 la sua popolazione è di 28.075 abitanti.
La sede amministrativa e legislativa è la città di Swellendam e il suo territorio si estende su una superficie di 2.998 km² ed è suddiviso in 5 circoscrizioni elettorali (wards). Il suo codice di distretto è WC034.

## Geografia fisica

### Confini
La municipalità locale di Swellendam confina a nord con il District Management Areas WCDMA02, a est con quella di Hessequa (Eden), a sud con quella di Cape Agulhas e con il District Management Areas WCDMA03 e a ovest con quelle di Breede River/Winelands (Cape Winelands) e Theewaterskloof.

### Città e comuni
- Akkerboom
- Barrydale
- Buffelsjagrivier
- Grootvadersbos State Forest
- Infanta
- Malgas
- Ouplaas
- Scheepersrus
- Stormsvlei
- Suurbraak
- Swellendam
- Vleiplaas
- Wydgeleë
- Zuurbraak State Forest

### Fiumi
- Bree
- Dipka
- Groot
- Napkei
- Potbergs
- Tradou

### Dighe
- Buffelsjags Dam
- Grootkloofdam
- Rheebokskraal Dam